# Dianbai

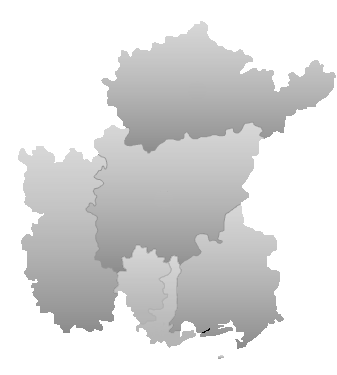
Lage des Stadtbezirks Dianbai (inklusive der mit "2" gekennzeichneten Fläche des ehemaligen Stadtbezirks Maogang) im Gebiet der Stadt Maoming

Dianbai (chinesisch 电白区, Pinyin Diànbái Qū, Jyutping Din6 baak6 Keoi1) ist ein Stadtbezirk der bezirksfreien Stadt Maoming in der chinesischen Provinz Guangdong. Dianbai hat eine Fläche von 2.137 km² und zählt 1.503.737 Einwohner (Stand: Zensus 2020).
Der Stadtbezirk Dianbai entstand im Februar 2014 durch Zusammenlegung der Flächen des ehemaligen Kreises Dianbai und des ehemaligen Stadtbezirks Maogang.

## Administrative Gliederung
Auf Gemeindeebene setzt sich Dianbai aus zwei Straßenvierteln und 22 Großgemeinden zusammen. Diese sind:
- Straßenviertel Gaodi (高地街道);
- Straßenviertel Nanhai (南海街道);
- Großgemeinde Bohe (博贺镇);
- Großgemeinde Chencun (陈村镇);
- Großgemeinde Danchang (旦场镇);
- Großgemeinde Diancheng (电城镇);
- Großgemeinde Guanzhu (观珠镇);
- Großgemeinde Huangling (黄岭镇);
- Großgemeinde Lingmen (岭门镇);
- Großgemeinde Lintou (林头镇);
- Großgemeinde Luokeng (罗坑镇);
- Großgemeinde Magang (麻岗镇);
- Großgemeinde Mata (马踏镇);
- Großgemeinde Nahuo (那霍镇);
- Großgemeinde Poxin (坡心镇);
- Großgemeinde Qijing (七径镇);
- Großgemeinde Shalang (沙琅镇);
- Großgemeinde Shayuan (沙院镇);
- Großgemeinde Shuidong (水东镇);
- Großgemeinde Shuzi (树仔镇);
- Großgemeinde Wangfu (望夫镇);
- Großgemeinde Xiadong (霞洞镇);
- Großgemeinde Xiaoliang (小良镇);
- Großgemeinde Yangjiao (羊角镇).